# Jörn Petersson
Jörn Petersson (* 23. November 1936 in Hamburg) ist ein deutscher Physiker.

## Leben
Er studierte an der Universität Münster. Nach der Promotion am 28. Juni 1966 in Münster wurde er 1966 wissenschaftlicher Assistent an der Universität des Saarlandes, wo er sich 1972 habilitierte. Dort wurde er Universitätsprofessor für Technische Physik. Er war 1990/91 als Prodekan des Fachbereichs Physik, zwischen 1991 und 1995 als Vizepräsident für Forschung und Technologietransfer sowie von 2000 bis zu seinem Eintritt in den Ruhestand 2002 als Dekan der Naturwissenschaftlich-Technischen Fakultät II – Physik und Mechatronik.
Sein Forschungsschwerpunkt ist Festkörperphysik, insbesondere strukturelle Phasenumwandlungen in Festkörpern sowie Aspekte der nuklearmagnetischen Resonanz.

## Schriften (Auswahl)
- Untersuchungen zur Frage der Schwankungen des elektrischen Widerstandes in der Umgebung des Schmelzpunktes von Quecksilber. Münster 1966, OCLC 74004842.